# Лагуна-Ларга
Лагуна-Ларга (исп. Laguna Larga) — город и муниципалитет в департаменте Рио-Сегундо провинции Кордова (Аргентина).

## История
Во время гражданских войн в 1830 году на этом месте состоялось сражение между силами Факундо Кироги и Хосе Марии Паса. В связи с тем, что эти места тогда были не населёнными, сражение получило название в честь находящегося в нескольких километрах поста Онкативо.
Поселение было основано в 1869 году. В начале XX века сюда начался приток иммигрантов из Европы, и в 1920 году был образован муниципалитет.